# یلدا (فیلم)
یلدا که با نام یلدا، شبی برای بخشش نیز شناخته می‌شود فیلمی به کارگردانی و نویسندگی مسعود بخشی و تهیه‌کنندگی علی مصفا محصول سال ۱۳۹۷ است. این فیلم در بخش رسمی جشنواره بین‌المللی فیلم برلین راه یافت.

## خلاصه داستان
داستان فیلم در مورد مریم کمیجانی، زن جوانی است که به دلیل قتل شوهرش به مرگ محکوم شده‌است. او در شب یلدا به استودیوی یک برنامه زنده تلویزیونی آورده شده تا توسط تنها فرزند مقتول یعنی مونا ضیا، بخشیده شود اما مجموعه اتفاقات در صحنه و پشت صحنه این برنامه هر دو زن جوان را در چالشی جدی برای تصمیم‌گیری قرار می‌دهد.

## بازیگران
- صدف عسگری
- فقیهه سلطانی
- بهناز جعفری
- فرشته صدرعرفایی
- بابک کریمی
- فروغ قجابگلی
- آرمان درویش
- فرشته حسینی
- بهرام افشار
- احسان عباسی
- زکیه بهبهانی

## اکران و نمایش

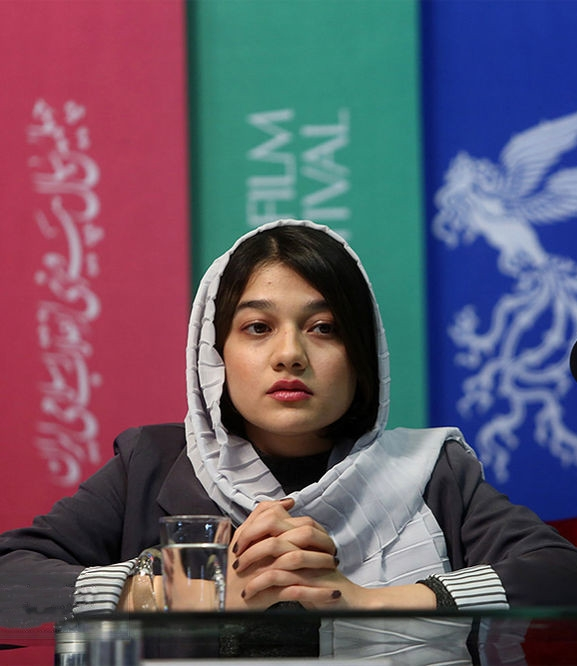
مسعود بخشی: "یلدا" نه در مورد قصاص بلکه درباره بخشش است.بخشش موضوعی انسانی و جهانی است.

یلدا ابتداعا در سی و هفتمین دوره جشنواره فیلم فجر اکران شد. اولین نمایش جهانی یلدا در ۲۶ ژانویه ۲۰۲۰ در جشنواره فیلم ساندنس صورت پذیرفت. یلدا با نمایش در مسابقه اصلی سینمای بلند داستانی جهان در جشنواره ساندنس با استقبال بسیار خوب تماشاگران روبرو شد. در ادامه نیز یلدا در کشورهای، فرانسه، سوئیس، آلمان، جمهوری چک، کانادا، اوکراین، فنلاند، کره جنوبی، بلغارستان، صربستان، ترکیه و مالزی به نمایش درآمد. به گزارش مجلات فیلم فرانسه و اکران توتال، تماشاگران یلدا در پایان سه هفته اکران این فیلم در فرانسه از مرز ۴۵ هزار نفر گذشتند و این فیلم با احتساب نسبت کپی و سالن‌ها، فیلم دوم جدول فروش در روز نخست و دوم اکران و جزو موفق‌ترین فیلم‌های جدول اکران فرانسه بود.

## نظر و تحلیل‌ها
- الن هانتر منتقد نشریه اسکرین اینترنشنال در تحلیل این فیلم نوشت: «فرمت برنامه تلویزیونی، چهارچوبی فشرده برای فیلم فراهم کرده، و مهارت تضمین شده کارگردان، ملودرامی آهنگین و قابل فهم خلق کرده که مرگ و زندگی را در قلب قصه به بازی می‌گیرد.»
- نشریات معتبر متعددی در فرانسه، مانند پاریزین، تلِراما، نوول، اِل و لو موند با انتشار تحلیل و نقدهای خود به تمجید از این اثر سینمایی پرداختند.
- روزنامه زوددویچه تسایتونگ نیز این فیلم را یکی از بهترین آثار اکران شده در آلمان نامید.

## جوایز
- برنده جایزه بزرگ هیئت داوران بخش سینمای جهان جشنواره فیلم ساندنس ۲۰۲۰[۱۱]
- برنده جایزه بزرگ سینما مجله اِل ۲۰۲۰
- نامزد جایزه سینمای فوق‌العاده جشنواره بین‌المللی فیلم برگن ۲۰۲۰
- برنده جایزه بهترین فیلمنامه جشنواره بین‌المللی فیلم صوفیه ۲۰۲۰ [۱۲]
- نامزد جایزه بزرگ جشنواره بین‌المللی فیلم صوفیه ۲۰۲۰
- جایزه بهترین کارگردانی بخش مسابقه جهانی جشنواره بین‌المللی فیلم آنتالیا ۲۰۲۰
- نامزد جایزه بهترین فیلم جشنواره فیلم منطقه آزاد بلگراد ۲۰۲۰
- نامزد جایزه بهترین فیلم به انتخاب مردم جشنواره بین‌المللی فیلم پینگیائو ۲۰۲۰